# Maskovací zařízení (Star Trek)
Maskovací zařízení je fiktivní zařízení ze seriálu Star Trek sloužící ke skrytí vesmírné lodě, v níž je instalováno, před senzory jiné lodi, či základny. Vynalezli ho Romulané a Klingoni ho od nich získali během Klingonsko-Romulanského spojenectví. Obě rasy ho hojně používají. V seriálu Star Trek: Enterprise disponovali maskovací technologií rovněž Sulibané. Spojená Federace Planet maskovacím zařízením nedisponovala, ne však z důvodu neschopnosti takové zařízení vyrobit, nýbrž důsledkem uzavření dohody s Romulanským impériem, ve které se zavázala v zájmu status quo maskovací zařízení nepoužívat. To se změnilo v seriálu Star Trek: Deep Space Nine, kde Romulané výměnou za informace o Dominionu poskytli Federaci maskovací zařízení, které bylo použito při stavbě lodi Defiant. V tomtéž seriálu použila Federace maskovací zařízení při vytvoření neviditelných sebe-replikujících se min, kterými uzavřela ústí červí díry v alfa kvadrantu. Zamaskované lodě nemohou za běžných okolností střílet ani mít vztyčené štíty, avšak ve filmu Star Trek VI: Neobjevená země se objevil prototyp Klingonské lodi se schopností střílet i zamaskovaná. Ve filmu Star Trek X: Nemesis disponovala Remanská loď Scimitar pokročilým maskováním s možností vztyčení štítů i vedení palby.